# Luis Pazos (periodista)
Luis Pazos (La Plata, 5 de agosto de 1940- La Plata, 31 de julio de 2023) fue un periodista, escritor y poeta argentino. 

## Biografía
Luis Pazos nació en La Plata, más precisamente en una casa ubicada en la esquina de 8 y 48, hijo de Luisa Lasorza y Armando José Pazos, y nieto de Manuel Pazos, un inmigrante español que fue socio propietario del famoso Bazar X y quien legaría a su hijo Armando el amor por los juguetes, los que luego vendería en el también famoso Bazar Londres de diagonal 80 de La Plata.
Se desempeñó en medios gráficos y fue premiado por ADEPA tras su cobertura del caso María Soledad Morales (1991). Trabajó en el diario El Día, de su ciudad natal, Diario Popular, Somos, Perfil, Gente y Clarín.
Entre sus libros se encuentran Graciela, esa mujer y El cazador metafísico, que reúne su poesía. Además, en coautoría con Sibila Camps escribió tres: Así se hace periodismo, Ladran, Chacho y Justicia y Televisión: la sociedad dicta sentencia. También fue profesor en varias instituciones: en la Facultad de Ciencias de la Comunicación de la UBA, en la Universidad Católica Argentina, en el Centro de Capacitación de la UTPBA y en el Taller Escuela Agencia (TEA).
Al mismo tiempo desarrolló una faceta de artista, o de “artista de lo que queda”, como solía definirse. En 1988 fundó el grupo Escombros, tal vez el más conocido, pero también integró Esmilodonte, Grupo La Plata, Movimiento Diagonal Cero, Grupo de los 13 y CAYC. Publicó dos libros objetos: El dios del laberinto y La corneta en el año 1967.
Falleció en la ciudad de La Plata el 31 de julio de 2023.

## Trayectoria

### Gráfica
Se dedicó al periodismo desde 1967. Fue redactor de: 
- Diario Popular (1972-1976)
- Prosecretario de revista Somos (1976-1982)
- Redactor especial de revista Perfil (1984)
- Redactor jefe de la revista Gente (1982-1984) y (1985-1989)
- Clarín (1990-1996)
- Diario El Día (2010)

## Distinciones
- Profesor en la Facultad de Ciencias de la Comunicación de la UBA.
- Profesor de Técnicas Periodísticas en la Universidad Católica Argentina (1989-1990).
- Profesor del curso de perfeccionamiento organizado por la Universidad Católica y la Fundación Roberto Noble (1982-1994).
- Docente del curso de perfeccionamiento sobre cobertura de hechos policiales en el Centro de Capacitación Profesional de la Unión de Trabajadores de Prensa de Bs. As. (UTPBA).
- Docente del curso de perfeccionamiento de Periodismo de Investigación en marco del programa COPEA ‘Luis Pérez’ de ADEPA (1994-1996).
- Docente en Taller Escuela Agencia (TEA).

## Premios
Premio ADEPA por su cobertura para Clarín del caso María Soledad Morales.

## Libros
- No llores por mí, Catamarca (con Alejandra Rey). Sudamericana, 1991. 350 pp. ISBN 950-07-0708-X
- Así se hace periodismo (con Sibila Camps). Beas Ediciones, 1994. 240 pp. ISBN 950-834-080-0
- Ladran, Chacho (con Sibila Camps). Sudamericana, 1995. 280 pp. ISBN 950-07-1012-9
- Justicia y Televisión. La sociedad dicta sentencia (con Sibila Camps). Perfil Libros, 1999. 376 pp. ISBN 950-639-243-9
- Graciela, esa mujer. Perfil Libros, 1997. 270 pp. ISBN 950-639-113-0
- El cazador metafísico, poesía reunida I. Libros de la Talita Dorada, 2011.[9]

Algunas reseñas
No llores por mí, Catamarca partió de la cobertura del caso María Soledad Morales. "Lo mejor que hice en mi vida, aún mejor que el grupo Escombros. Fue una experiencia de vida increíble, me pasó de todo, me rompieron a patadas, me tiraron tiros, pero había una causa justa (…) La Catamarca en que fue asesinada María Soledad se caracterizaba por ser una sociedad donde el rumor se identificaba con la verdad. Donde la amenaza era una metodología política; donde el empleo público era una forma de dominación impuesta por el gobierno; donde el poder político hacía gala del más crudo nepotismo; donde los hombres de ese poder tomaban decisiones en un prostíbulo".
Así se hace periodismo es un manual práctico destinado a estudiantes de periodismo y a los egresados que se inician en la profesión. Sistematiza años de experiencia en el periodismo escrito por lo que también busca ser un apoyo para los autodidactas.
Ladran, Chacho es un recorrido por la vida del exvicepresidente de la Argentina por la Alianza. Según Pazos, "la única vez que creí en política, creí en Chacho Alvarez. No en De la Rúa que siempre me pareció un abogado, un burócrata y aburrido, pero débil además". Pero, luego de convivir seis meses con él para escribir el libro, se dio cuenta de que se había equivocado. "Veníamos caminando por la calle Paraguay y junto con Sibila le dijimos: ‘mirá Chacho, cuando seas presidente… Chacho se paró y nos dijo ‘tengo miedo’. Ahí comprendimos que si te da miedo el poder, nunca vas a tener el poder’.
Justicia y Televisión es un ensayo que cubre la transformación del papel de la opinión pública a partir de la convivencia de justicia y TV tanto en los sets televisivos como en los juzgados, un tema que fue cobrando cada vez mayor importancia a partir de la transformación televisiva del caso María soledad, desemboca en una problemática que va más allá de cualquier caso particular: el papel de los medios en la democracia y el uso que de la TV hacen los ciudadanos para obligar a la justicia a cumplir su función.
Graciela, Esa Mujer no es una biografía sino fragmentos de la vida cotidiana, la infancia, la vida social y política. A través de testimonios de las personas de su entorno y sus propias confesiones, se dibuja el contorno de esa mujer que, a pesar de no haber entrado a esta escena desde temprano, es una política de nacimiento.

## Artista
Es miembro fundador del grupo Escombros (1988), supo erigirse y denominarse como un "artista de lo que queda" y mostrar que se puede hablar de un arte como herramienta de crítica y denuncia social y también, a través de su actividad periodística, continuar en esa misma línea: "por la construcción de una democracia que cree almas libres, y no la democracia ficticia que tenemos desde 1983", aseguró para revista 2010.
"Toda obra de arte debe reflejar la realidad social y política que se está viviendo en el lugar en el que se desarrolla, desde una actitud crítica. Y está dirigida a ampliar o a modificar la conciencia del espectador. El arte es para hacer pensar; no sólo para gozar estéticamente, para brillar en lo social o para hacer dinero, que son las opciones de arte que hay".